# الینی
الینی (به ایتالیایی: Elini) یک کومونه در ایتالیا است که در استان الیاسترا واقع شده‌است.

## خصوصیات
الینی ۱۰٫۹ کیلومترمربع مساحت و ۵۵۹ نفر جمعیت دارد و ۴۷۲ متر بالاتر از سطح دریا واقع شده‌است.